# Nefazodon

Strukturformel

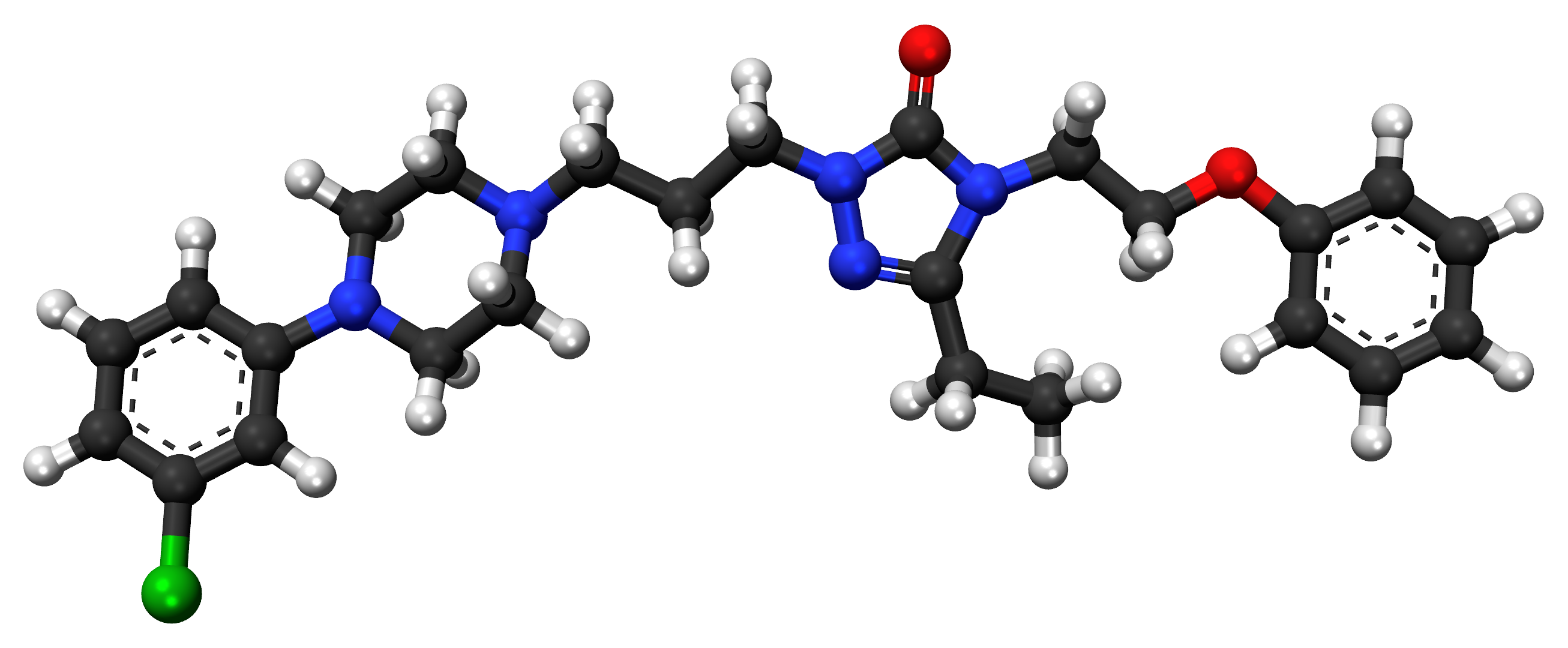
Strukturformel

Nefazodon är ett antidepressivt läkemedel som introducerades 1994, åtta år senare drogs det in i Sverige och sedan i övriga Europa, USA och Kanada. Detta p.g.a. de leverskador som kan uppkomma vid användning av nefazodon. 
Orsaken till leverskadorna är inte helt klar men troligen sker det en bioaktivering av nefazodon och detta skapar en reaktiv metabolit. 
Nefazodon tillverkades av Bristol-Myers Squibb, och såldes under namnet Nefadar i Sverige. 
Nefazodon hade främst effekt på signalsubstansen serotonin men räknas trots detta inte som ett SSRI-preparat. Den stora fördelen med nefazodon var att medlet till skillnad från SSRI-medlen normalt inte satte ner den sexuella förmågan, till exempel kvinnors förmåga att få orgasm. Preparatet föredras därför av många gynekologer för att behandla PMS-besvär.